# 折笠奈緒美
折笠 奈緒美（おりかさ なおみ、1981年3月3日 - ）は、日本の女性声優。東京都出身。夫はゲームクリエイターの時田貴司。

## 略歴
漫画『ガラスの仮面』の影響で、舞台に興味を持つ。昔から『ガラスの仮面』の北島マヤに憧れており、高校3年生の時に電車の吊り広告に出ていた埼玉西武ライオンズのマスコットガールオーディションの記事を見つけて、「これだ!」と思って応募。
そこで選ばれたのが声優の世界へ入る直接のきっかけだったという。1年間マスコットガールをしながら、趣味でバンド活動をしていたが、ハンドの初ライブは代々木アニメーション学院の学園祭でのライブだったという。そこで歌っていた時に、同アニメーション学院の講師に「1年間、特待生として勉強してみないか」と誘われ、翌年から1年間同アニメーション学院に入学。
以前はドラマチック・デパートメントに所属していた。

## 人物
2007年9月、自身のブログで結婚したことを発表。2008年には男の子、2011年には女の子を出産した。
趣味は映画鑑賞、読書など。　特技	三点倒立、前方転回、側転。
資格は調理師免許、第一種普通免許。

## 出演

### テレビアニメ
- あぃまぃみぃ!ストロベリー・エッグ（芦屋晴子）
- Dr.リンにきいてみて!（女の子）
- パワーパフガールズ（女の子）
- G-onらいだーす（三浦ヤスコ）
- 超重神グラヴィオン（ユミ）
- 満月をさがして（若菜、女子高生）

### ゲーム
- ファイナルファンタジーIV DS版（2007年、ルカ）
- バトル&ゲット! ポケモンタイピングDS（2011年、青葉キイ）

### ラジオ
- 飯塚雅弓のMEGA-TONスマイル - アシスタント

### その他コンテンツ
- タカラトミー玩具「うたって♪にゃっこ」（2020年、にゃっこ）

## ディスコグラフィ

### キャラクターソング
| 発売日        | 商品名                           | 歌                                       | 楽曲                       | 備考                             |
| ------------- | -------------------------------- | ---------------------------------------- | -------------------------- | -------------------------------- |
| 2014年6月11日 | DRAGON POKER ORIGINAL SOUNDTRACK | シロナ（折笠奈緒美）、クロエ（安藤夢奈） | 「Twin stars vocal remix」 | ゲーム『ドラゴンポーカー』関連曲 |

### その他参加楽曲
| 発売日        | 商品名                                                                                   | 歌         | 楽曲              | 備考                                                                |
| ------------- | ---------------------------------------------------------------------------------------- | ---------- | ----------------- | ------------------------------------------------------------------- |
| 2014年12月3日 | ニンテンドー3DS ポケモン オメガルビーアルファサファイア スーパーミュージックコレクション | 折笠奈緒美 | 「アピール☆ラブ」 | ゲーム『ポケットモンスター オメガルビー・アルファサファイア』関連曲 |